# Junius (Vorname)
Junius ist ein männlicher Vorname.

## Herkunft und Bedeutung
Der Name Junius leitet sich von römischen Cognomen Junius des Geschlechtes der Junier ab.

## Varianten
- Iunius (lateinisch)
- Junio (spanisch)
- Die entsprechende weibliche Vornamensform ist Junia

## Moderne Namensträger
- Junius F. Brown (1902–1970), US-amerikanischer Gestaltpsychologe
- Junius Daniel (1828–1864), Brigadegeneral der Südstaaten im amerikanischen Bürgerkrieg
- Junius Frey (1753–1794), Jakobiner tschechischer Abstammung
- Junius Futrell (1870–1955), Gouverneur von Arkansas
- Junius Richard Jayewardene (1906–1996), Präsident von Sri Lanka
- Junius Paul (* ≈1987), US-amerikanischer Jazzmusiker

Pseudonyme
- Junius Redivivus, Pseudonym von William Bridges Adams (1797–1872), britischer Publizist, Eisenbahnkonstrukteur und Unternehmer
- Junius Redivivus, Pseudonym von  Erwin Heinrich Bauer (1857–1901), baltendeutscher Schriftsteller und Journalist

## Sonstiges
Antike Namensträger finden sich unter Junier.